# دانمارکی‌ها
مردم دانمارکی یا دانمارکی‌ها (به دانمارکی: danskere) به ملت و قومیتی گفته می‌شود که در کشور دانمارک به دنیا آمده‌اند و به زبان دانمارکی صحبت می‌کنند.

## آمار

نقشه پراکندگی دانمارکی‌ها در جهان (شامل افراد با اصل و نسب یا شهروند دانمارکی)
دانمارکی
+ ۱٬۰۰۰٬۰۰۰
+ ۱۰۰٬۰۰۰
+ ۱۰٬۰۰۰
+ ۱٬۰۰۰

با توجه به سرشماری مؤسسه آمار دانمارک، حدود پنج میلیون دانمارکی در دانمارک زندگی می‌کنند. تابعیت دانمارک به هر کسی که یکی از والدینش تابعیت دانمارکی داشته باشد اعطا می‌شود، چه کودک در داخل و چه در خارج از دانمارک به دنیا آمده باشد. شهروندان گرینلند و جزایر فارو نیز در تمام زمینه‌ها به عنوان شهروندان دانمارکی در نظر گرفته می‌شوند.